# هيئة شؤون المنظمات الأهلية (فلسطين)
هيئة شؤون المنظمات الاهلية الفلسطينية هي مؤسسة رسمية فلسطينية تتبع لرئيس دولة فلسطين. تأسست في العام 2012 بموجب مرسوم رئاسي. تكون القدس مقرها الدائم، ومقرها المؤقت في مدينة رام الله.

## الأهداف والمهام
جاءت فكرة تأسيسها من أجل ترسيخ المجتمع المدني الديمقراطي القائم على القانون والتعددية، وتعزيزاً لدور منظات المجتمع المدني في الحوار الوطني العام والمشاركة في وضع الإستراتيجيات والخطط التنموية وتكاملها مع إستراتيجيات الدولة الفلسطينية وخططها وبرامجها، وإيماناً بضرورة توفير البيئة والمناخ المناسبين لتطوير المجتمع المدني ودعم دوره في التطوير الاجتماعي والاقتصادي للمجتمع المدني.
المساهمة في وضع وتحديد الأولويات الوطنية في القطاعات التنموية المختلفة، وتعزيز حرية واستقلالية العمل الأهلي، والعمل على تشجيع العمل التطوعي وتطوير مفاهيمه وأسسه والتعاون بين المنظمات الأهلية والمؤسسات الرسمية.